# Nikkan Sports

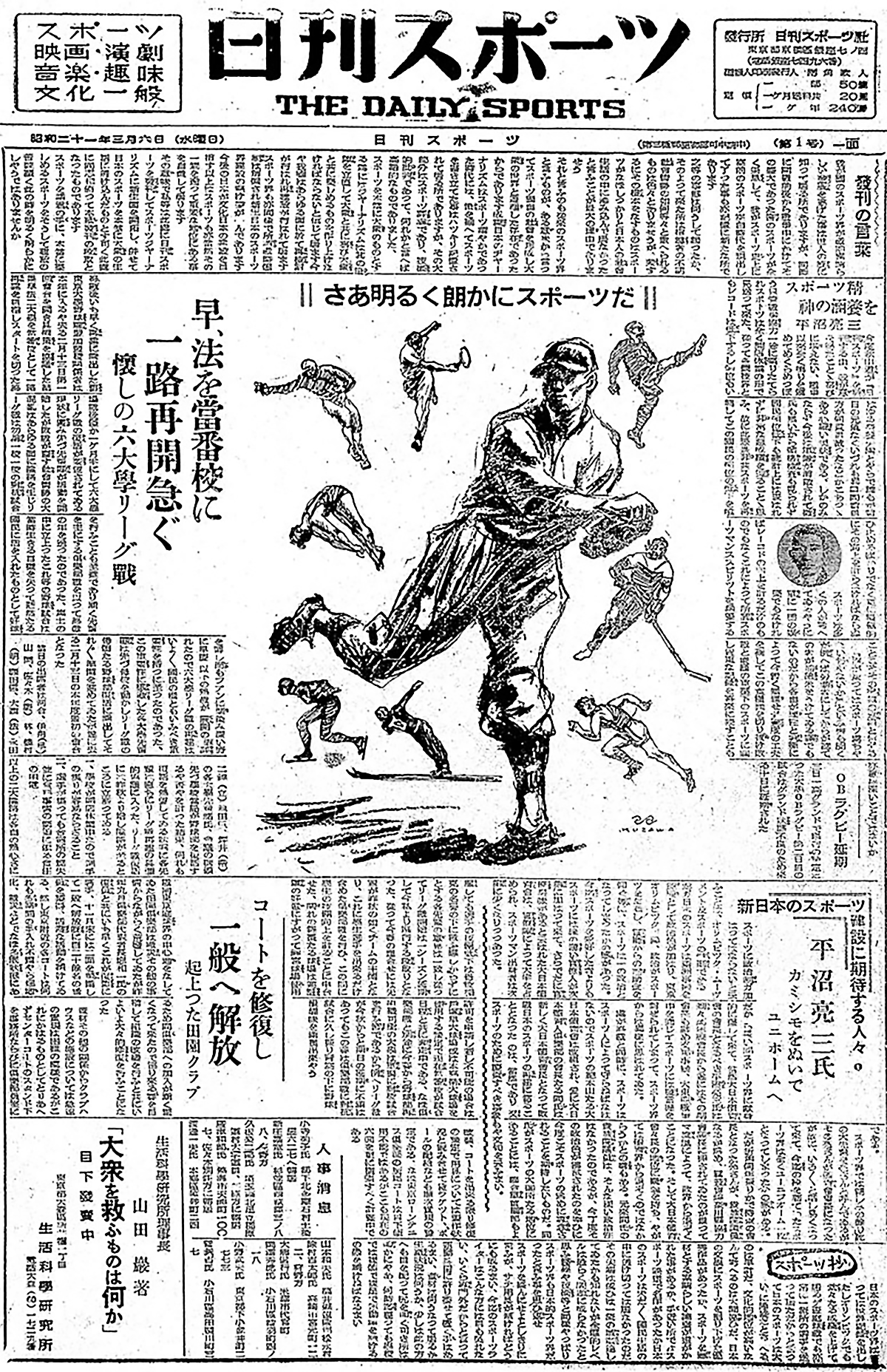
Nikkan Sports erste Ausgabe 6. März 1946

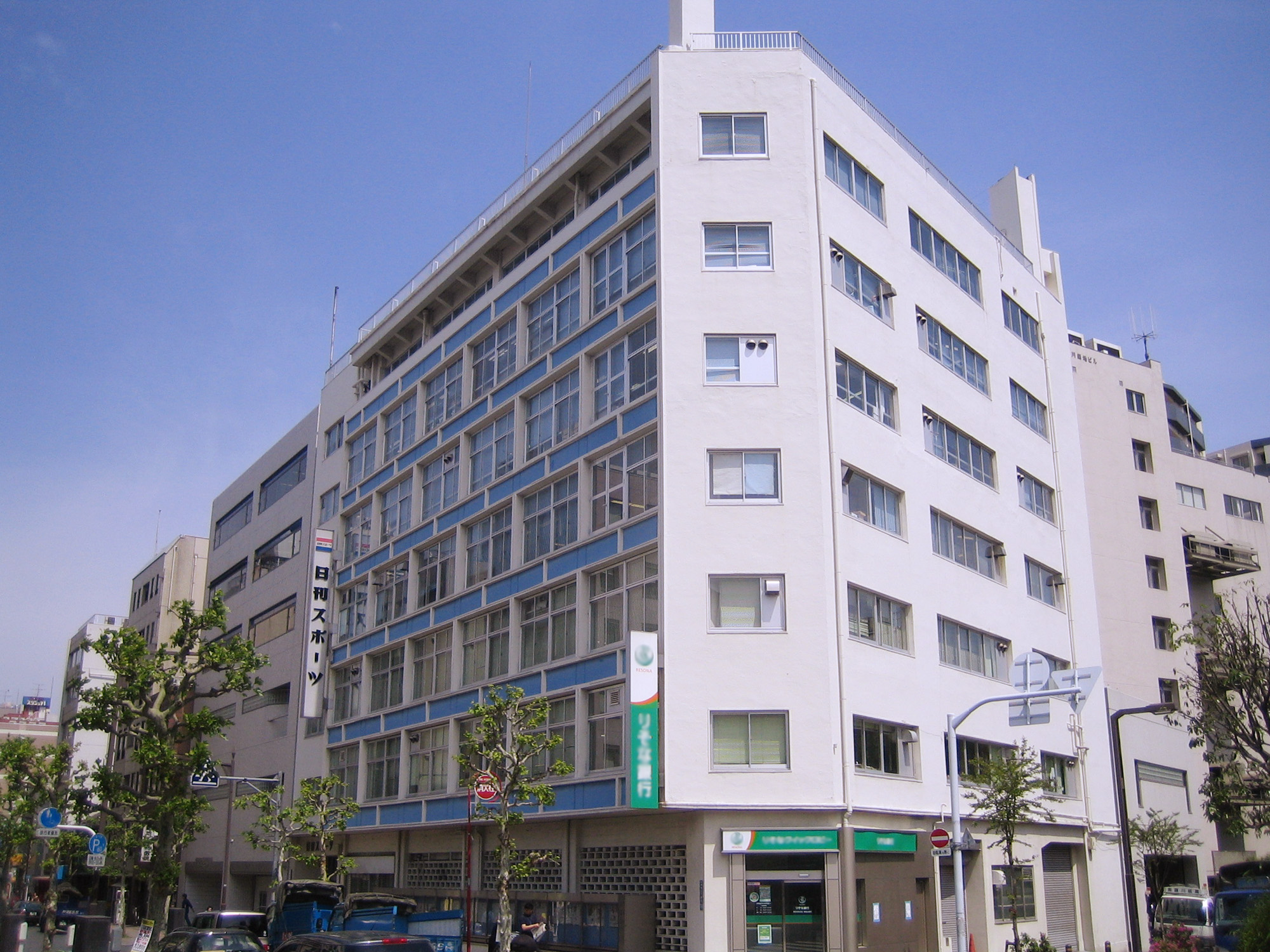
Nikkan Sports headquarters in Tokyo

Nikkan Sports (japanisch 日刊スポーツ, Nikkan Supōtsu) ist der Name einer täglich erscheinenden Sportzeitung in Japan. Nikkan Sports, welche eine Auflage von nahezu 1,66 Millionen Exemplaren hat, wurde im Jahr 1946 gegründet. Hauptsitz ist Tokio.
Besitzer sind die Unternehmen Nikkan Sports Shimbun-sha, Nikkan Sports Shimbun Nishi-Nippon, Hokkaidō Nikkan Sports Shimbun-sha und Okinawa Times-sha.